# 徐芑南
徐芑南（1936年3月4日—），浙江宁波人，深潜器技术专家，中国工程院院士，蛟龙号潜水器总设计师。

## 履历[1]
- 1958年，于上海交通大学造船系毕业。
- 2013年，当选中国工程院院士。